# Château de Kastelholm
Le château de Kastelholm (suédois : Kastelholms slott, finnois : Kastelholman linna) est un château médiéval situé à Sund, sur les îles Åland en Finlande.

## Histoire
Le château a été construit sur une petite île entourée d'eaux et de douves rempliées avec plusieurs rangées de pieux.
Il est mentionné pour la première fois en 1388 dans le contrat de la reine Marguerite Ire de Danemark, à qui est revenu une grande partie de l'héritage de Bo Jonsson Grip.
Durant les troubles de l'union de Kalmar, le château change plusieurs fois de propriétaire.
Il est repris par Karl Knutsson en 1440, qui deviendra ensuite le roi Charles VIII.
Svante Nilsson s'empare de Kastelhom en 1480 pour le roi de Danemark. Après avoir changé de camp, Svante Sture remet le château à Sten Sture le Vieil, qui le remettra lui-même à Gustave Vasa.
Après de violentes attaques danoises, la propriété du château est donnée au Danemark à la suite d'un duel en 1502 entre le général danois Lyder Frisman et le représentant suédois Henning von Brockenhus.
Le Danemark doit toutefois rendre le château à la Suède deux ans plus tard.
L'apogée du château remonte aux XVe et XVIe siècles. Le roi Jean III de Suède y a maintenu son frère Erik XIV de Suède prisonnier au printemps 1571.
Le château a été endommagé sévèrement lorsque les forces du roi Charles IX de Suède l'ont conquis durant la guerre civile de 1599.
Le château a été réparé en 1631, puis brûlé en 1745 et abandonné dans les années 1770.
Aujourd'hui, la plus grande partie du château a été reconstruite et c'est une attraction touristique majeure facilement accessible en bus ou en voiture depuis Mariehamn.

## Sources
- (en) Cet article est partiellement ou en totalité issu de l’article de Wikipédia en anglais intitulé « Kastelholm Castle » (voir la liste des auteurs).